# Beer-Sheva
Pour les articles homonymes, voir Beer.
Be'er Sheva, Bersabée ou Beersheba (en hébreu : בְּאֶר שֶׁבַע Beer Sheba’a « puits du serment » ou « puits des sept » ; en arabe : بِئْر اَلسَّبْع Biˀr as-Sabˁ) est une ville du district sud d'Israël.
Beer-Sheva est le centre administratif pour le sud d'Israël. Du fait de sa position géographique centrale et ses gares de trains et de cars, c'est aussi une plate-forme importante pour les transports interurbains du pays. La ville accueille l'université Ben-Gourion du Néguev, l'hôpital Soroka et l'orchestre Israeli Sinfonietta of Be'er Sheva.
La ville s'est considérablement développée depuis la fondation de l'État d'Israël en mai 1948. De nos jours, la ville est majoritairement peuplée par des Juifs ayant émigré des pays arabes, d'Éthiopie et de l'ex-Union soviétique. Beer-Sheva est entourée de villes-satellites : Omer, Lehavim et Meitar, qui sont des villes majoritairement juives, et Rahat, Tel Sheva et Lakiya, à majorité arabe.
En 2022, Beer-Sheva comptait une population de 211 393 habitants, ce qui en fait la plus grande ville du Néguev et la neuvième plus grande ville israélienne.

## Histoire

### Préhistoire

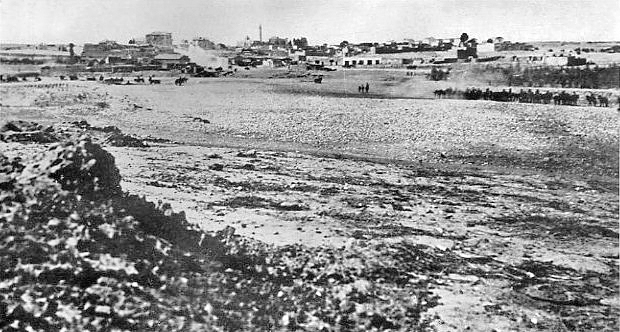
Beer-Sheva lors de la conquête britannique sur l'Empire ottoman lors de la Première Guerre mondiale (1917)

D'après les vestiges mis au jour à Tel Beer Sheva, un site archéologique situé à quelques kilomètres au nord-est de la ville moderne, il est avéré que le site a été occupé par l'homme depuis le IVe millénaire av. J.-C.. Au sud-ouest, le site de Bir Abou Matar abrite une activité métallurgique à l'âge du cuivre. La cité a été plusieurs fois détruite et reconstruite au cours des siècles.

### Histoire ancienne et moderne

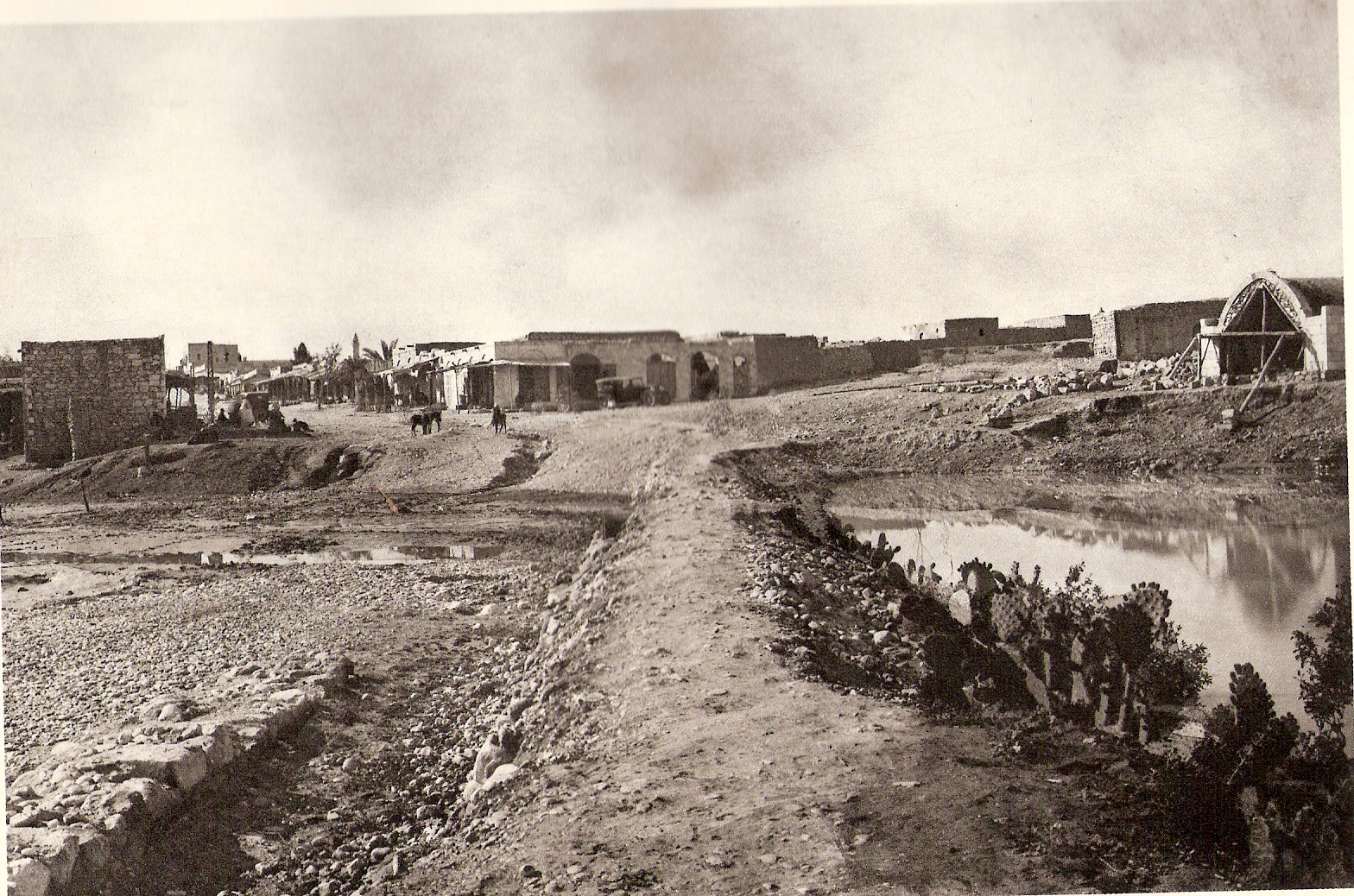
En 1920

Les derniers habitants de Tel Be'er-Sheva furent les Byzantins, qui abandonnèrent la ville au VIIe siècle. Les Ottomans, qui occupaient la Palestine depuis le XVIe siècle, ne s'intéressent pas au site jusqu'à la fin du XIXe siècle. Ainsi, au début du XIXe siècle, Beer-Sheva était décrit par les pèlerins européens comme une terre aride avec un puits et une poignée de Bédouins vivant autour.
Vers la fin du XIXe siècle, les Ottomans implantent un poste de police à Beer-Sheva dans le but de garder sous contrôle les Bédouins. Ils construisent des routes, quelques petits bâtiments qui sont toujours debout de nos jours, une gare et une ligne ferroviaire vers Ashkelon et Gaza. Un petit quartier fut construit à l'est de la ville par des Bédouins et des Palestiniens originaires d'Hébron et de Gaza.

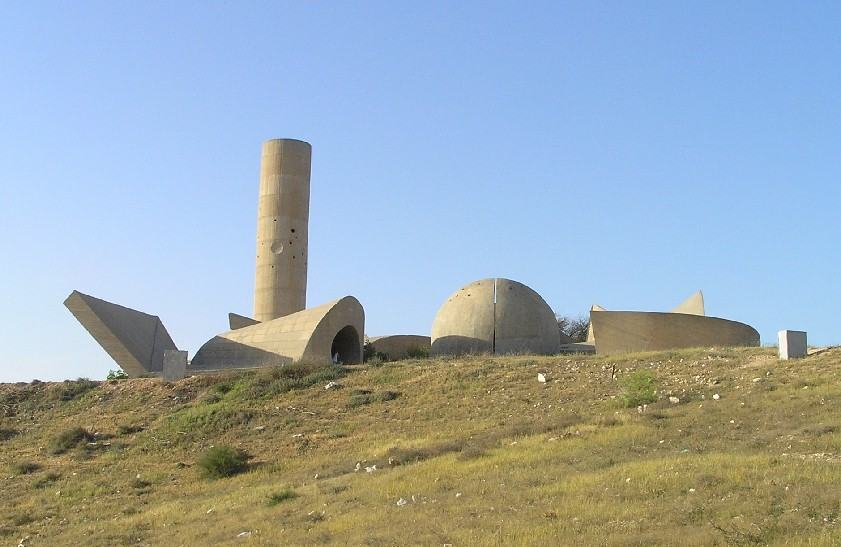
Le monument de la Brigade du Néguev, un mémorial commémorant la conquête israélienne sur les forces égyptiennes.

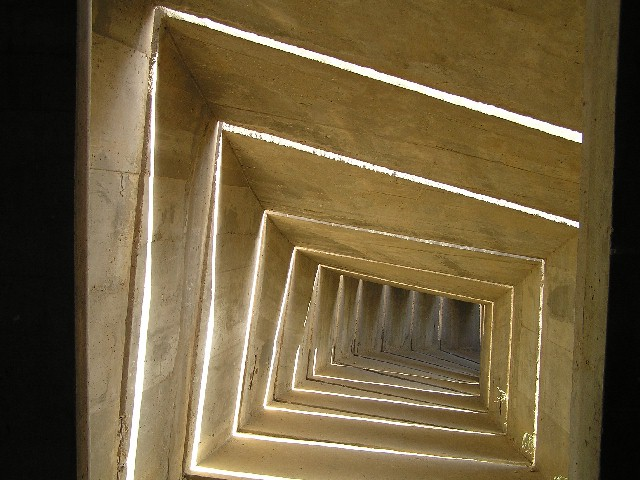
Intérieur du monument de la Brigade du Néguev.

Beer-Sheva a joué un rôle important lors de la campagne du Sinaï et de Palestine au cours de la Première Guerre mondiale. Le 31 octobre 1917, les Australiens de la 4 ème Light Horse Brigade, commandés par le général de brigade William Grant, mènent la charge sur les tranchées ottomanes et prennent possession des puits de Beer-Sheva. Cet événement est souvent décrit comme la dernière charge de cavalerie victorieuse de l'histoire. Le cimetière du Commonwealth, hébergeant les tombes des soldats britanniques et australiens, est situé en limite de la vieille ville de Beer-Sheva.
Beer-Sheva était un centre administratif majeur au cours du mandat britannique en Palestine.
Le plan de partage de la Palestine de 1947 incluait Beer-Sheva dans les territoires du futur État arabe, la grande majorité des 4 000 habitants de la ville étant arabes. L'armée égyptienne était implantée à Beer-Sheva en 1948. Mais, le 21 octobre 1948, au cours de l'opération "Yo'av" , la cité a été conquise, après des combats, par une  unité de combattants du Palmach - le "Tzerfati bataillion" -, composée de volontaires de langue française, venus de différents pays  et qui était commandée par Teddy Eytan (Thadée Diffre), compagnon de la Libération, ancien capitaine au sein de la division Leclerc, qui sera le seul volontaire étranger de l'armée israélienne à obtenir le grade de "sgan aluf", équivalent de lieutenant-colonel, après avoir servi de 1947 à 1949 au sein de l'armée israélienne plus connue sous son acronyme "TSAHAL". Le 20 novembre 1948, Leonard Bernstein et l'Orchestre philharmonique d'Israël jouent un récital particulier devant les militaires israéliens .

### Après 1948
Dans les années qui suivent la guerre israélo-arabe de 1948-1949, un des camp de concentration israélien, à la fois camps de prisonniers de guerre et camp de travail forcé, était localisé à Beersheba.
C'est aujourd'hui la plus grande des villes de développement. À la différence des autres villes nouvelles,  Beer-Sheva a connu une forte croissance démographique et sa situation économique s'est améliorée notamment grâce à des investissements publics et à l'implantation d'entreprises spécialisées dans les nouvelles technologies.
Au cours des années 1950, Beer-Sheva se développe vers le nord. L'hôpital Soroka ouvre ses portes en fin 1959, et l'université du Néguev, renommée ultérieurement université Ben-Gourion du Néguev, est créée en 1970. En 1973, c'est au tour du théâtre de Beer-Sheva.
En 1979, le président égyptien Anouar el-Sadate gratifia la ville d'une visite officielle.
Au cours des années 1990, un important afflux d'immigrants induit une importante augmentation de la population et de la taille de Beer-Sheva.
Les relations entre Juifs et Arabes israéliens y étaient particulièrement bonnes, notamment avec les nombreux Bédouins habitant la région et travaillant à Beer-Sheva. Cependant, la situation s'est dégradée à la suite des attentats suicides du 31 août 2004, au cours desquels 16 personnes ont été tuées dans deux bus. Ces attentats ont été revendiqués par des Palestiniens, membres du Hamas. Le 28 août 2005, un autre kamikaze a attaqué la gare routière centrale, en blessant sérieusement deux gardes de la police des frontières. 
Fin 2008 et début 2009, alors qu'Israël mène l'opération Plomb durci, le Hamas tire des roquettes en direction de plusieurs villes du Néguev. Les nouvelles roquettes Grad (BM-21 Katioucha) ont tout juste la portée nécessaire pour atteindre Beer-Sheva. Pour la première fois, l'une d'elles frappe la ville le 30 décembre 2008. D'autres roquettes atteignent Beer-Sheva dans les jours suivants, causant des dégâts matériels, dont la destruction d'une école. Le 15 janvier 2009, une roquette blesse gravement un enfant de 7 ans (qui reçoit un éclat dans la tête) et légèrement quatre autres personnes.
Une attaque terroriste à l'arme blanche a lieu en mars 2022. Le bilan est de 4 morts,. Le terroriste, un Bédouin du nom de Mohammed Abu al-Qian, a été abattu. Il avait condamné en 2016 à 4 ans de prison pour appartenant à un groupe terroriste, soit appartenance à l'Etat islamique. Il était sous surveillance du Shin Bet.

## Politique locale

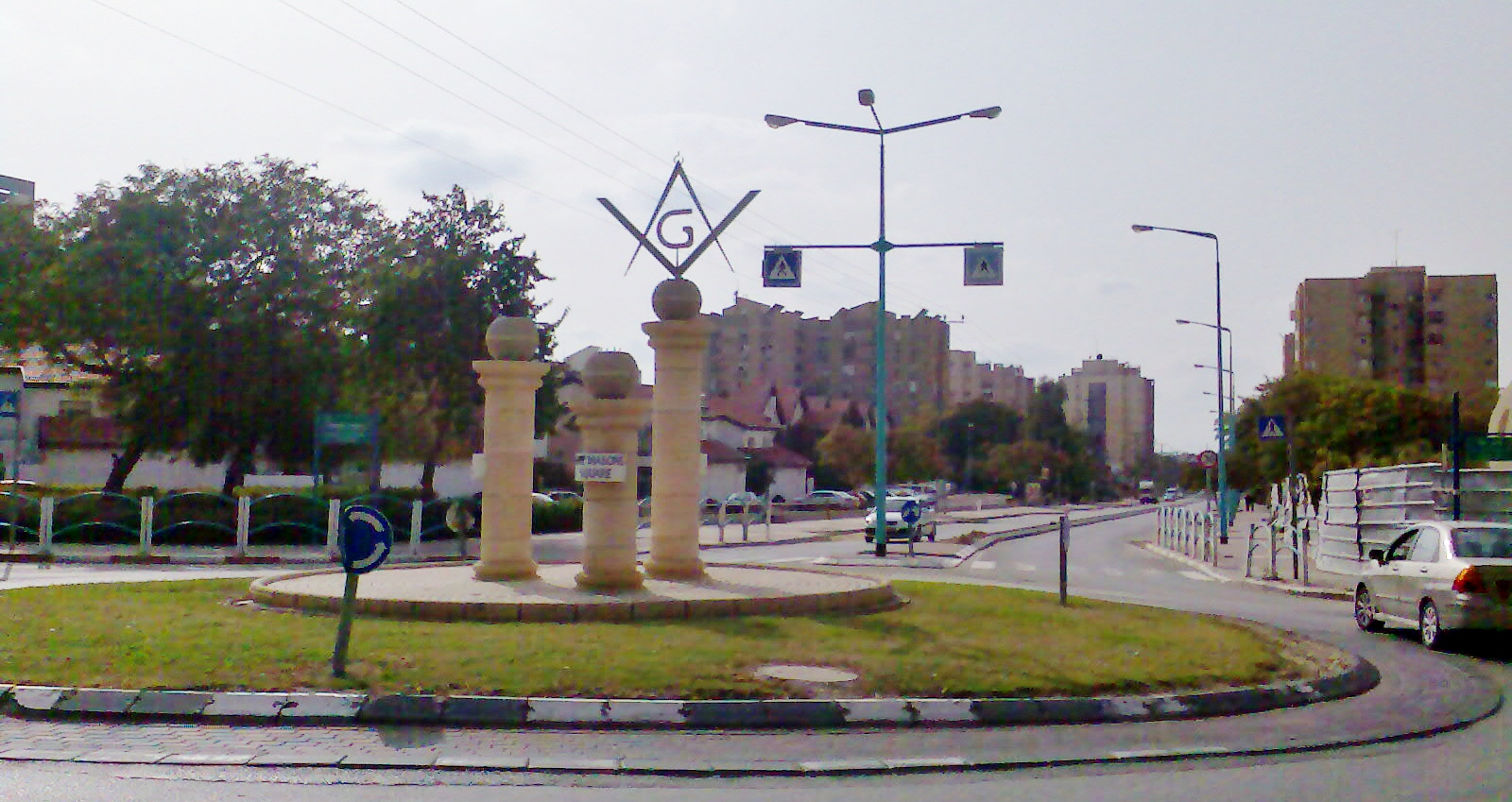
Masons' Square à Beer-Sheva

Rubik Danilovitch est le maire de Beer-Sheva depuis 2008.
La municipalité de Beer-Sheva a été gangrénée pendant de longues années par un manque d'hégémonie, par des problèmes politiques et par une gestion financière déplorable. La situation s'est cependant nettement améliorée au cours des dernières années. Depuis 2005, la principale préoccupation a concerné le développement des parcs et des infrastructures. Un nouveau centre pour la jeunesse a ouvert en 2005, et un nouveau centre culturel a été créé en  2007. Des quartiers de la vieille ville ont été réhabilités et, après des années de restrictions budgétaires, la municipalité a à nouveau présenté un budget équilibré.

### Liste des maires
| No | Portrait                         | Identité                                                | Période | Période     | Durée  | Étiquette                                       |
| No | Portrait                         | Identité                                                | Début   | Fin         | Durée  | Étiquette                                       |
| -- | -------------------------------- | ------------------------------------------------------- | ------- | ----------- | ------ | ----------------------------------------------- |
| 1  | David Tuviyahu                   | David Tuviyahu (he) דוד טוביהו (1898 - 1975)            | 1950    | 1961        | 11 ans | Mapaï                                           |
| 2  | Zeev Zrizi                       | Zeev Zrizi (he) זאב זריזי (1916 - 2011)                 | 1961    | 1963        | 2 ans  | Mapam                                           |
| 3  | Eliyahu Nawi                     | Eliyahu Nawi (en) (he) אליהו נאוי (1920 - 2012)         | 1963    | 1986        | 23 ans | Mapaï                                           |
| 4  | Moshe Zilberman                  | Moshe Zilberman (d) (he) משה זילברמן (1927 - 2011)      | 1986    | 1989        | 3 ans  | indépendant                                     |
| 5  | Yitzhak Rager, 26 novembre 2012. | Yitzhak Rager (en) (he) יצחק רגר (1932 - 1997)          | 1989    | 1997 (mort) | 8 ans  | Likoud                                          |
| 6  | David Bunfeld                    | David Bunfeld (d) (he) דוד בונפלד (né en 1953)          | 1997    | 1998        | 1 an   | Likoud                                          |
| 7  | Yaacov Terner                    | Yaacov Terner (he) יעקב טרנר (1935 - 2024)              | 1998    | 2008        | 10 ans | Parti travailliste israélien                    |
| 8  | Ruvik Danilovich                 | Ruvik Danilovich (en) (he) רוביק דנילוביץ' (né en 1971) | 2008    | En cours    | 17 ans | Parti travailliste israélien Dereh Hadacha (en) |

## Démographie

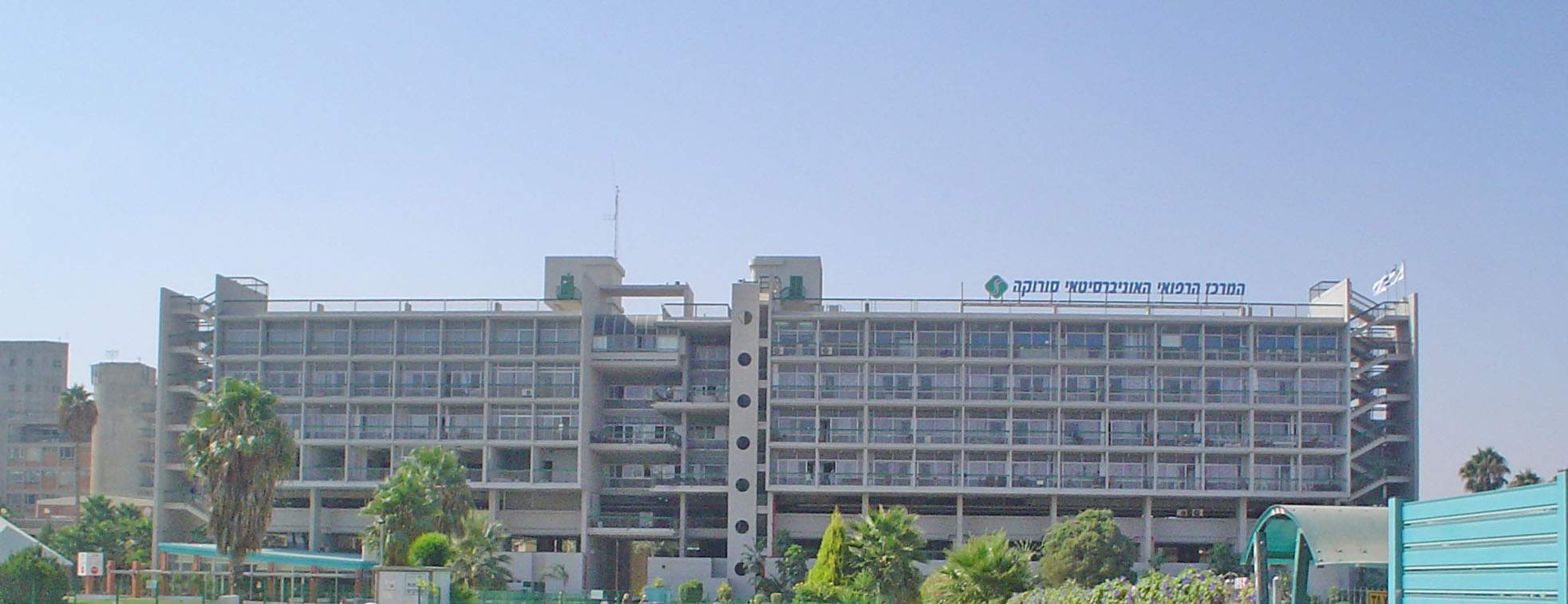
Le centre médical Soroka de Beer-Sheva.

Selon le Bureau central des statistiques d'Israël (CBS), la population de Beer-Sheva est estimée à 185 800 habitants en 2006, contre 110 800 en 1983, ce qui en fait alors a 6e ville du pays pour sa population.

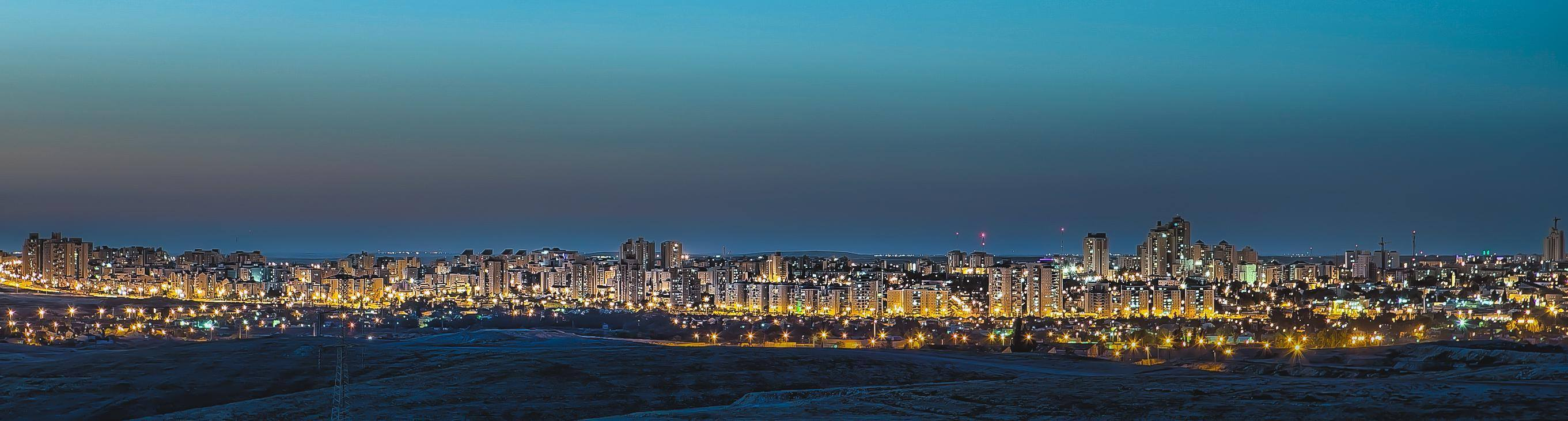
Beer-Sheva vue de nuit.

En 2019, la ville compte 209 687 habitants.
Le recensement de 2001 fait apparaître que la ville est peuplée à 98,9 % de Juifs et qu'elle ne compte plus de population arabe significative. On comptait alors 86 500 hommes et 91 400 femmes.
La répartition par classe d'âge était la suivante :
- 31,8 % de 0-19 ans,
- 17,4 % de 20-29 ans,
- 19,6 % de 30-44 ans,
- 15,8 % de 45-59 ans,
- 4,0 % de 60-64 ans,
- 11,4 % de 65 ans et plus.

Le taux de croissance annuel était de 2,9 %.
Il faut également noter qu'une part importante de la population ne séjourne à Beer-Sheva que pour une courte période ; c'est notamment le cas des étudiants ou des militaires dont les bases sont situées à proximité.

## Éducation
Selon le Bureau central des statistiques israélien, Beer-Sheva compte 81 établissements et accueille 33 623 étudiants : 60 écoles élémentaires (17 211 élèves) et 39 écoles supérieures (16 412 élèves). Il y a aussi plusieurs écoles privées et yeshivoth qui sont regroupées dans le quartier religieux.
Beer-Sheva accueille une des principales universités d'Israël - l'université Ben-Gourion du Néguev - et plusieurs grandes écoles, parmi lesquelles le Kaye Academic College of Education, le Sami Shamoon Academic College of Engineering, le Practical Engineering College .

## Sports
Le sport le plus populaire à Beer-Sheva est le football, avec comme club phare le Hapoël Beer-Sheva. Créé en 1949, il a gagné cinq championnats (1975 et 1976, 2016, 2017 et 2018), deux coupes d'Israël (1997 et 2020 ) et deux Toto Cups (1989 et 1996). Le club joue au stade Turner, inauguré en 2015.
Beer-Sheva est également le principal centre national du jeu d'échecs. Son club, le centre d'échecs Eliahu Levant, a gagné de nombreuses coupes et championnats nationaux. Il a représenté Israël en coupe d'Europe et a accueilli les championnats du monde par équipe en 2005. Avec ses huit grands-maîtres, Beer-Sheva a le meilleur rapport du monde pour ce qui concerne le nombre de grands-maîtres par rapport à la population de la ville (un grand-maître pour 22 875 résidents).
Beer-Sheva accueille le Camels-ASA Beersheba, un club de rugby à XV dont les équipes junior et senior ont gagné de nombreux titres nationaux, notamment le Championnat national sénior en 2004-05.
La lutte, le tennis le vol à voile sont aussi des sports populaires. Le tennis-club de Beer-Sheva, ouvert en 1991, compte huit courts illuminés et l'aéroport local (en) (code AITA : BEV) accueille les activités de vol à voile.

## Lieux et monuments
La mosquée de Beersheba a été expropriée et transformée en boutique après la guerre de 1948.

## Jumelages
- Addis-Abeba (Éthiopie) ;
- Adana (Turquie) ;
- Cluj-Napoca (Roumanie) ;
- Lyon (France) ;
- Niš (Serbie) ;
- Oni (Géorgie) ;
- Parramatta (Australie) ;
- La Plata (Argentine) ;
- Wuppertal (Allemagne) ;
- Seattle (États-Unis) ;
- Winnipeg (Canada) ;
- Bouaké (Côte d'Ivoire).

## Personnalités
- Voir aussi la catégorie :
- Thadée Diffre, Compagnon de la Libération
- Ronit Elkabetz
- Shlomi Elkabetz
- Jacqueline Shohet Kahanoff a vécu là dans un relatif isolement dès 1952[16].
- David Naccache, professeur à l'École Normale Supérieure

## Dans la Bible

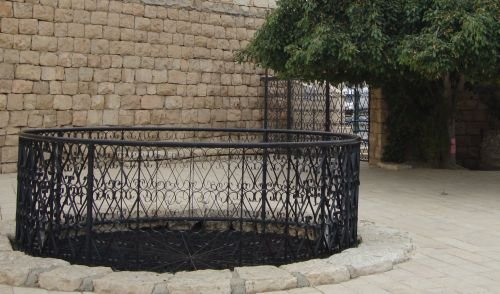
Puits d'Abraham à l'entrée de Beer-Sheva.

Beer-Sheva est mentionnée dans la Genèse, le premier livre de la Bible. On y trouve l'origine du nom de Beer-Sheva, le « puits du serment » : ce puits d'eau appartenait à Abraham et il pensa que les serviteurs d'Abimelech s'en étaient emparés sans sa permission. Pour résoudre le conflit, une alliance fut conclue, symbolisée par le don de sept brebis. Plus tard, Abimelech y conclut une alliance avec Isaac, le fils d'Abraham. Beer-Sheva est parfois appelée « puits d'Abraham ». En revanche, les traductions « puits des sept » ou « sept puits » sont erronées, elles viennent d'une confusion entre les deux acceptions de שבע facilitée par le lien historique, chez les Juifs, entre la notion de serment et le chiffre sept.
Beer-Sheva est aussi mentionné comme le lieu où les deux fils d'Élie étaient juges. Leur corruption poussa les anciens d'Israël à demander à Samuel qu'un roi règne à leur place. Bien que réticent à leur demande, Samuel, divinement inspiré, accède à leur demande et désigne Saül. Cela marque la fin de la théocratie et le début de la monarchie en Israël. 
Selon Josué 19,2, Beer-Sheva est la ville la plus méridionale d'Israël. L'expression « De Dan à Beer-Sheva » est parfois utilisée dans la Bible hébraïque pour définir l'ensemble de la Terre d'Israël.